# Клуковец
Клуковец (на македонска литературна норма: Клуковец, на албански: Kukaveci) е село в западния дял на община Велес, Северна Македония.

## География
Разположено е западно от Велес, в подножието на планината Голешница.

## История
Селото е формирано през 2014 година. Населението му е албанско.